# Laura Irasuegi Otal
Laura Irasuegi Otal (Eibar, 26 de noviembre de 1923 – Rentería, 6 de octubre de 2016)   fue una de los Niños de Rusia vascos que fueron evacuados del norte de España durante la Guerra Civil Española a la Rusia Soviética. Sobrevivió al sitio de Leningrado. Se formó como ingeniera civil en Moscú antes de regresar a España en 1956. Fue la primera mujer ingeniera de caminos y canales del Colegio de Ingenieros de Caminos, Canales y Puertos del País Vasco.

## Biografía
Irasuegi nació en Eibar, en el País Vasco en el norte de España, el 26 de noviembre de 1923.

### Exilio
La Guerra civil española comenzó en 1936 y las condiciones se volvieron muy duras en las áreas controladas por la Segunda República española, a medida que el bando sublevado, liderado por el general Francisco Franco, comenzó a tomar el control. Los niños en riesgo a causa del conflicto fueron evacuados a otros países mediante evacuaciones organizadas a través del Consejo Nacional de Niños Evacuados, creado a tal efecto por el gobierno del Frente Popular.
Dos mil ochocientos noventa y cinco niños, conocidos como los Niños de Rusia, fueron evacuados de la zona republicana a la Unión Soviética durante los años 1937 y 1938, para evitar los rigores de la guerra. Los niños españoles también fueron evacuados a Francia, Bélgica, Reino Unido, Suiza, México y Dinamarca. Fueron denominados Niños de la Guerra.
Irasuegi, de trece años, fue seleccionada para ser una de las niñas evacuados. Se le asignó el número 1732 y fue embarcada en el buque Habana que partió del puerto de Santurce el 12 de junio de 1937, con destino inicial a Burdeos. El Habana fue escoltado por un barco de la Marina Real británica, que logró que, a pesar de un encuentro con un barco de la marina franquista, finalmente se les permitiera continuar su viaje, con 4.500 niños a bordo. En Burdeos, 1.495 niños fueron trasladados al barco mercante Sontay, con destino al puerto de Leningrado, a siete días de viaje. El Sontay tenía una tripulación asiática y la barrera del idioma dificultaba las comunicaciones. Los niños viajaron en bodegas en condiciones inadecuadas y llegaron a Leningrado sucios, con piojos, resfriados o neumonía. Araceli Sánchez Urquijo, que viajó en el mismo barco, recordó posteriormente que en las bodegas había «ratas grandes como gatos». Los niños fueron atendidos inmediatamente por profesionales médicos. Esta evacuación fue la segunda que se realizó hacia la URSS.
Irasuegi se instaló en una de las Casas de Niños, grandes casas para niños en la ciudad de Obninsk, a unos 100 kilómetros de Leningrado. Los Niños de Rusia fueron ampliamente acogidos y bien cuidados. En su mayoría fueron educados en español y se les enseñó a apreciar la cultura española, pero utilizando el método soviético. A algunos niños se les animó a aprender a hablar ruso, pero no todos lo aprendieron. La presencia de los niños fue vista por la Unión Soviética como una forma de apoyar públicamente a la futura república socialista española que esperaban que surgiera de la Guerra Civil cuidando de la próxima generación de su élite política.
Antes del comienzo de la Segunda Guerra Mundial, Irasuegi había comenzado a estudiar en Leningrado. Sobrevivió a los horrores y privaciones del primer año del asedio de Leningrado. En 1942 formó parte de un grupo de Niños de Rusia que logró salir de la ciudad viajando a través del congelado Lago de Ladoga en camiones. La llevaron al Cáucaso y trabajó extrayendo hilos de seda para fabricar paracaídas. Finalmente llegó a la ciudad georgiana de Tbilisi.

### Estudiando ingeniería
Cuando terminó la guerra, Irasuegi fue enviada a Moscú y completó sus estudios de ingeniería civil en el Instituto de Ingeniería Energética de Moscú. Se casó con Anselmo Bárcena y tuvieron dos hijas, Cristina y Elena.

### Regreso a España
Con la muerte de Stalin en 1953, las relaciones diplomáticas entre España y la Unión Soviética mejoraron un poco y se iniciaron las negociaciones sobre la repatriación de los Niños de Rusia exiliados durante la Guerra civil española. En 1956 se llegó a un acuerdo que permitía a los ahora adultos exiliados regresar a España.
Irasuegi y su familia volvieron a Rentería en septiembre de 1956. Su regreso a España no fue una experiencia fácil. Tuvo que completar la conversión de sus calificaciones de ingeniería civil para cumplir con los requisitos españoles, lo que le llevó algunos años. Finalmente, en 1977 tras lograr su recualificación, pudo ingresar en el Colegio de Ingenieros de Caminos, Canales y Puertos del País Vasco, siendo la primera mujer vasca en hacerlo. En aquel momento sólo había dos ingenieras civiles trabajando en España, Irasuegi y su compañera del Instituto de Ingeniería Eléctrica de Moscú y Ninos Araceli Sánchez Urquijo.
Irasuegi había sido euscaldún durante su infancia, pero perdió la mayor parte de su conocimiento durante su estancia en Rusia. A su regreso no tuvo muchas posibilidades de recuperar su lengua vasca perdida, pero cuando nacieron sus sobrinos y les oyó hablar euskera, se apuntó a clases de lengua a los 70 años para poder hablar con ellos.
Irasuegi falleció en Renteria el 6 de octubre de 2016, a los 92 años. En su funeral, una bandera roja fue acompañada por la Sinfonía nº 7 de Shostakovich, seguida por un poema de la poeta soviética Olga Bergoltz en memoria de la supervivencia de Irasuegi del asedio de Leningrado. También se interpretó el himno nacional de la Unión Soviética.

## Reconocimientos
El 27 de junio de 2023 se inauguró en Bilbao, en la sede de la Escuela Superior de Ingenieros de Caminos, Canales y Puertos, la exposición “Bide-ingeniaritzako euskal emakume aitzindariak” ( Mujeres Vascas Pioneras de la Ingeniería de Caminos, Caminos y Caminos). La exposición mostró la implicación de las mujeres en la ingeniería civil, una disciplina tradicionalmente dominada por los hombres, a través de la historia de dos pioneras vascas, Laura Irasuegi y Araceli Sánchez, ambas “gerrako umeak” ( hijas de la guerra), que abandonaron el puerto de Santurce en junio de 1937 y fueron enviadas a Leningrado.